# Zastava Bosne i Hercegovine
Zastava Bosne i Hercegovine usvojena je 4. veljače 1998., zamijenivši prethodnu koja je korištena od neovisnosti. 
Nova zastava je uvedena jer je Republika Srpska odbila prihvatiti zastavu bivše Republike Bosne i Hercegovine, protiv koje je uvodila rat, kao konačnu zastavu Bosne i Hercegovine. Bosna i Hercegovina jedina je zemlja koja je u 20. stoljeću zastavu mijenjala četiri puta, s tim da svaka nova zastava nije imala kontinuitet s prethodnom. 
S manjim modifikacijama, usvojena je po prijedlogu Carlosa Westendorpa.

## Opis
Zastava se sastoji od tamnoplavog polja s jednakokračnim pravokutnim žutim trokutom čiji jedan krak dodiruje gornju stranicu zastave a drugi je okrenut prema vijorećoj stranici. Duž hipotenuze trokuta nalazi se devet bijelih petokrakih zvijezda od kojih se prvoj i posljednjoj vidi samo polovica.
Prvotna svijetloplava boja na zastavi bila je plava Ujedinjenih naroda. Međutim, izabrana je tamno plava, koja odgovara plavoj boji zastave Europske unije.
Tri kuta trokuta simboliziraju zemljopisni oblik zemlje i tri konstitutivna naroda BiH: Bošnjake, Srbe i Hrvate. Zvjezdice predstavljaju Europu.
Pitanje zastave Bosne i Hercegovine nije rješavano Pariškim mirovnim sporazumom 1995., kojim je konstituirana današnja Bosna i Hercegovina. Politički su predstavnici konstitutivnih naroda dugo iznosili radikalno različite prijedloge zajedničke zastave, oko kojih se nisu mogli dogovoriti. Bilo je prijedloga za zastavu s podijeljenim poljima za Federaciju i Republiku Srpsku ili za tri konstitutivna naroda, pa čak i jedan za zastavu s dva različita lica.
Početkom 1998. godine, Visoki predstavnik za BiH Carlos Westendorp odbacio je sve autohtone i izašao s nekoliko neutralnih prijedloga oko kojih zastupnici Parlamentarne skupštine ponovno nisu uspjeli prikupiti potrebnu većinu, uz suzdržanost svih zastupnika SDS-a i HDZ-a. Dana 3. veljače 1998. godine Westendorp je donio Odluku o nametanju Zakona o zastavi BiH kojom je proglasio sadašnju zastavu.
Parlamentarna skupština Bosne i Hercegovine (Zastupnički dom 6. lipnja 2001., a Dom naroda 23. svibnja 2001.) usvojila je Zakon o zastavi BiH 2001. godine. Zakon je objavljen u Službenom glasniku Bosne i Hercegovine 3. kolovoza 2001. godine.

## Povijesne zastave

### Zastava Bosne i Hercegovine u Austro-Ugarskoj
Od 1878. kada Bosna i Hercegovina postaju dio Austro-Ugarske dobivaju zastave, Bosna zastavu s gornjim crvenim i donjim žutim poljem a Hercegovina zastavu s gornjim žutim i donjim crvenim poljem. Zbog nedostatka heraldičke tradicije i političke osjetljivosti Bosna i Hercegovina su dobile novi zemaljski grb tek 1889. godine. Zemaljska vlada BiH je odredila da će grb biti žuto polje s crvenom naoružanom rukom. Grb je nastao na predlošku grba Hrvatinića i kraljevske krune koja je objedinjavala Bosnu i Hercegovinu u jednu cjelinu. Novi grb i zastave trebali su simbolizirati zasebnost Bosne i Hercegovine unutar Austrougarske Monarhije, ali ujedno jačati formiranje bošnjačke nacije.
- Zastava Bosne i Hercegovine u Austro-Ugarskoj (1878. – 1908.)
- Zastava Bosne u Austro-Ugarskoj (1908. – 1918.)
- Zastava Hercegovine u Austro-Ugarskoj (1878. – 1918.)

### Razdoblje SFR Jugoslavije
Nakon raspada Austrougarske Monarhije i uspostavom Kraljevine Jugoslavije 1918., Bosna i Hercegovina gubi svoju posebnost, pa time i potrebu za posebnim obilježjima. Raspadom Nezavisne Države Hrvatske i uspostavom SFR Jugoslavije ponovno se aktualizira pitanje bosanskohercegovačke zastave, odnosno grba.
 Državna zastava Narodne Republike Bosne i Hercegovine sastoji se iz tri boje: plave, bijele i crvene, koje se nalaze u vodoravnom položaju. Odnosširine i dužine zastave jeste jedan prema dva. Na sredini zastave nalaze sedvije petokrake zvijezde, crvena i zlatna, čiji se kraci međusobno ukrštavaju.Donja, zlatna petokraka zvijezda je manja, sa širim uglovima i manjim vrhovi-ma. Njen donji krak ulazi do trećine crvene boje zastave, tako da gornji kracizvijezde dobivaju odgovarajuće mjesto u plavoj boji zastave. Gornja, crvena petokraka zvijezda je veća, sa zlatnom ivicom. Njen gornji krak ulazi do po-lovine plave boje zastave, tako da donji kraci zvijezde dobivaju odgovarajućemjesto u crvenoj boji zastave. – Prvi prijedlog zastave SR BiH
Oko pitanja grba i zastave vodile su se žustre rasprave. Rasprava se zaoštrila odmah nakon prvog prijedloga. Jedni su zagovarali boje Jugoslavije: plavu, bijelu i crvenu. Drugi su zagovarali isključivo crvenu boju, a treći su išli za tim da zastava predstavlja tri naroda Bosne i Hercegovine, no zbog tehničke neizvodivosti prijedlog je odbačen. Kako je većina zastupnika u skupštini podržala crvenu boju zastave, bilo je jasno da će prvi prijedlog otpasti. Argumenti za crvenu boju bile su tvrdnje da je pod crvenom zastavom započet najveći broj ustanaka i da je u BiH proliveno najviše krvi u Drugom svjetskom ratu. Također je kasnije odlučeno da se na zastavi treba prikazati pripadnost SR Bosne i Hercegovine Jugoslaviji. Zastava s ovim prijedlozima jednoglasno je prihvaćena.
 Državna zastava Narodne Republike Bosne i Hercegovine je crvene boje.Odnos širine i dužine je jedan prema dva. Na gornjem uglu zastave do kopljanalaze se zlatnom (žutom) bojom oivičene boje državne zastave FNRJ, sacrvenom petokrakom zvijezdom na sredini, koje zapremaju jednu četvrtinuširine odnosno dužine zastave. Zvijezda ima pravilan petokraki oblik i zlatnu(žutu) ivicu. Gornji krak zvijezde ulazi do polovine plave boje, tako da donjikraci zvijezde dobivaju odgovarajuće mjesto u crvenoj boji. – Usvojeni nacrt o zastavi SR BiH.
- Prvi prijedlog zastave SR Bosne i Hercegovine
- Prijedlog iz 1947.
- Prihvaćena zastava SR Bosne i Hercegovine

### Zastava Republike BiH do 1998.
Prva zastava Republike Bosne i Hercegovina, usvojena po proglašenju neovisnosti 1992., bila je bijela zastava sa štitom s ljiljanima koji je preuzet od prvog bosanskog kralja iz 14. stoljeća Tvrtka Kotromanića. Isti štit sa sličnom zastavom koristila je bosanska vojna postrojba u vrijeme Kosovske bitke protiv Osmanlija. Zastava je zamijenjena jer se smatrala previše bošnjački orijentiranom. Bosna i Hercegovina nastavila je koristiti zastavu s ljiljanima i nakon Pariškog mirovnog sporazuma sve do veljače 1998., kada je Visoki predstavnik proglasio sadašnju zastavu.
Zastava s ljiljanima danas je neslužbena bošnjačka zastava, rabi se u naseljima i gradskim četvrtima s bošnjačkom većinom, često se vije ispred džamija te na svadbama Bošnjaka.
- Zastava Republike Bosne i Hercegovine

## Vanjske poveznice
- Bosna i Hercegovina na stranicama Flags of the World

- The FAME, Bosna i Hercegovina
- Ispravno postavljanje BH zastave  Arhivirana inačica izvorne stranice od 11. prosinca 2013. (Wayback Machine)